# Ernest Schwindsackl
Ernest Schwindsackl (* 24. Mai 1954 in Graz) ist ein österreichischer Politiker der Österreichischen Volkspartei (ÖVP). Seit dem 15. Jänner 2019 ist er vom Landtag Steiermark entsandtes Mitglied des Österreichischen Bundesrates.

## Leben

### Ausbildung und Beruf
Ernest Schwindsackl absolvierte nach der Pflichtschule die Handelsschule und eine Ausbildung zum Bankkaufmann, außerdem eine WIFI-Trainerausbildung. Ab 1970 war er Sparkassenangestellter, 1977 wurde er Landesgeschäftsführer der Jungen ÖVP Steiermark. Ab 1982 war er Leiter des Raiffeisen-Freizeitclubs bei der Raiffeisen-Landesbank Steiermark, 2010 ging er dort in Pension.

### Politik
Ernest Schwindsackl war Obmann der Jungen Volkspartei (JVP) in Graz-Wetzelsdorf, Mitglied der Landesparteileitung der Steirischen Volkspartei, ÖAAB-Obmann und ÖVP-Bezirksrat in Graz-Straßgang. Er ist seit 2014 Stadtgruppenobmann des Seniorenbundes Graz und seit 2016 Landesobmann-Stellvertreter des Seniorenbundes Steiermark. Außerdem gehört er dem Grazer und dem steirischen Seniorenbeirat an, ist Bezirksparteiobmann der ÖVP Straßgang und Diözesanrat und Mitglied der Stadtkirche Graz. Als Gemeinderat der Stadt Graz hatte er die Schwerpunkte Soziales, Senioren, Gesundheit, Pflege, Sicherheit, Finanzen, Bildung, Verfassung. Seinen Gemeinderatsmandat soll Sabine Wagner übernehmen.
Nach dem Wechsel von Armin Forstner vom Bundesrat in den Landtag Steiermark am 15. Jänner 2019 ging dessen Bundesratsmandat an Ernest Schwindsackl. Er wurde am 14. Februar 2019 als Bundesrat angelobt. Im April 2024 wurde er zum Landesobmann des Steirischen Seniorenbundes gewählt. Er folgte in dieser Funktion dem im November 2023 verstorbenen Gregor Hammerl nach.